# Alexandru Vinereanu
Alexandru Vinereanu (Vaideeni, 19 settembre 1959) è un ex cestista rumeno.

## Carriera
Con la Romania ha disputato due edizioni dei Campionati europei (1985, 1987).